# Up Hatherley
Up Hatherley – osada i civil parish w Anglii, w Gloucestershire, w dystrykcie Cheltenham. W 2011 roku civil parish liczyła 6072 mieszkańców.